# المپیک زمستانی ۲۰۲۶
المپیک زمستانی ۲۰۲۶ (فرانسوی: Les XXVes Jeux olympiques d'hiver‎) بیست و ششمین دوره از بازیهای زمستانی است که به‌طور عام به عنوان میلان کورتینا ۲۰۲۶ شناخته می‌شود، یک مسابقه بین‌المللی چند ورزشی است که قرار است در تاریخ ۶ تا ۲۲ فوریه سال ۲۰۲۶ در شهرهای ایتالیایی میلان و کورتینا دامپتزو برگزار شود، این انتخابات در تاریخ ۲۴ ژوئن ۲۰۱۹ در ۱۳۴مین جلسه کمیته بین‌المللی المپیک (IOC) که در لوزان، سوئیس برگزار شد. میلان- کورتینا به عنوان میزبان انتخاب شد و بر استکهلم پیشی گرفت.
این چهارمین دوره از بازی‌های المپیک به میزبان ایتالیا و اولین دوره از بازی‌های المپیک به میزبانی میلان خواهد بود که یادآور بیستمین سالگرد برگزاری المپیک زمستانی ۲۰۰۶ تورین و هفتادمین سالگرد بازی‌های المپیک زمستانی ۱۹۵۶ کورتینا دامپتزو برگزار شد.